# CIS-EMO
CIS-EMO (англ. Commonwealth of Independent States — Election Monitoring Organization) — международная неправительственная организация, основной декларируемой целью которой является содействие сохранению и развитию института выборов и общественного контроля за ними в странах с развивающимися демократическими системами. Организация характеризуется как "легитимизирующая практики электорального авторитаризма" и "всегда оставалась лояльной целям российской внешней политики на постсоветском пространстве".
Создана и зарегистрирована в России в сентябре 2003 года, сразу после создания Организации Договора о коллективной безопасности по инициативе России. Члены организации занимались наблюдением за выборами как в странах ОДКБ, так и в других странах бывшего СССР. С момента основания организация являлась важным инструментом поддержки Россией дружественных кандидатов в странах СНГ. В большинстве случаев занимала позицию, диаметрально противоположную Бюро по демократическим институтам и правам человека, редко соглашаясь с ОБСЕ по поводу оценки хода и результатов выборов.
Пост директора CIS-EMO с 2004 по 2013 год занимал Алексей Кочетков (Россия). В 2013 году директором CIS-EMO избран Александр Бедрицкий.
Руководящим органом Организации является Высший Совет, который формируется из обладающих признанным авторитетом представителей общественности различных стран. В состав Высшего Совета входят представители России, Польши, Германии, Франции, Киргизии, Украины, Молдавии, Белоруссии, Армении, Латвии.